# Khairul Amri
Khairul Amri Mohamad (Singapore, 14 marzo 1985) è un calciatore singaporiano, attaccante del Tampines Rovers.

## Carriera

### Club
Ha sempre giocato nella massima serie singaporiana, la Singapore Premier League.

### Nazionale
Ha esordito con la nazionale singaporiana nel 2004. Ha superato le 100 presenze internazionali.
Ha preso parte al campionato dell'ASEAN di calcio nel 2004, 2007, 2012, 2014 e 2016.

## Palmarès

### Club

#### Competizioni nazionali
- Premier League: 1

Tampines Rovers: 2013